# Percy (Manche)
Percy és un municipi francès situat al departament de la Manche i a la regió de Normandia. L'any 2007 tenia 2.216 habitants.

## Demografia

### Població
El 2007 la població de fet de Percy era de 2.216 persones. Hi havia 936 famílies de les quals 316 eren unipersonals (132 homes vivint sols i 184 dones vivint soles), 336 parelles sense fills, 252 parelles amb fills i 32 famílies monoparentals amb fills.
La població ha evolucionat segons el següent gràfic:
Habitants censats

### Habitatges
El 2007 hi havia 1.124 habitatges, 952 eren l'habitatge principal de la família, 87 eren segones residències i 85 estaven desocupats. 1.066 eren cases i 55 eren apartaments. Dels 952 habitatges principals, 534 estaven ocupats pels seus propietaris, 406 estaven llogats i ocupats pels llogaters i 12 estaven cedits a títol gratuït; 1 tenia una cambra, 49 en tenien dues, 214 en tenien tres, 297 en tenien quatre i 391 en tenien cinc o més. 684 habitatges disposaven pel capbaix d'una plaça de pàrquing. A 507 habitatges hi havia un automòbil i a 311 n'hi havia dos o més.

### Piràmide de població
La piràmide de població per edats i sexe el 2009 era:
| Homes | Edats   | Dones |
| ----- | ------- | ----- |
| 0     | 95 o +  | 0     |
| 4     | 90 a 94 | 28    |
| 20    | 85 a 89 | 60    |
| 16    | 80 a 84 | 32    |
| 68    | 75 a 79 | 68    |
| 96    | 70 a 74 | 132   |
| 60    | 65 a 69 | 80    |
| 48    | 60 a 64 | 64    |
| 32    | 55 a 59 | 52    |
| 52    | 50 a 54 | 40    |
| 76    | 45 a 49 | 56    |
| 92    | 40 a 44 | 76    |
| 52    | 35 a 39 | 48    |
| 56    | 30 a 34 | 52    |
| 96    | 25 a 29 | 56    |
| 24    | 20 a 24 | 40    |
| 72    | 15 a 19 | 48    |
| 76    | 10 a 14 | 68    |
| 40    | 5 a 9   | 56    |
| 44    | 0 a 4   | 48    |

## Economia
El 2007 la població en edat de treballar era de 1.186 persones, 849 eren actives i 337 eren inactives. De les 849 persones actives 806 estaven ocupades (436 homes i 370 dones) i 43 estaven aturades (20 homes i 23 dones). De les 337 persones inactives 135 estaven jubilades, 94 estaven estudiant i 108 estaven classificades com a «altres inactius».

### Ingressos
El 2009 a Percy hi havia 981 unitats fiscals que integraven 2.187 persones, la mediana anual d'ingressos fiscals per persona era de 15.258 €.

### Activitats econòmiques
Dels 123 establiments que hi havia el 2007, 4 eren d'empreses extractives, 6 d'empreses alimentàries, 1 d'una empresa de fabricació de material elèctric, 1 d'una empresa de fabricació d'elements pel transport, 10 d'empreses de fabricació d'altres productes industrials, 22 d'empreses de construcció, 31 d'empreses de comerç i reparació d'automòbils, 2 d'empreses de transport, 5 d'empreses d'hostatgeria i restauració, 1 d'una empresa d'informació i comunicació, 3 d'empreses financeres, 3 d'empreses immobiliàries, 7 d'empreses de serveis, 19 d'entitats de l'administració pública i 8 d'empreses classificades com a «altres activitats de serveis».
Dels 35 establiments de servei als particulars que hi havia el 2009, 1 era una gendarmeria, 1 oficina de correu, 3 oficines bancàries, 5 tallers de reparació d'automòbils i de material agrícola, 1 autoescola, 3 paletes, 4 guixaires pintors, 4 fusteries, 3 lampisteries, 2 electricistes, 1 empresa de construcció, 3 perruqueries, 1 veterinari, 1 restaurant i 2 salons de bellesa.
Dels 15 establiments comercials que hi havia el 2009, 1 era un hipermercat, 1 un supermercat, 2 botiges de menys de 120 m², 3 fleques, 3 carnisseries, 1 una peixateria, 2 botigues de roba, 1 una botiga de material de revestiment de parets i terra i 1 una joieria.
L'any 2000 a Percy hi havia 124 explotacions agrícoles que ocupaven un total de 2.950 hectàrees.

## Equipaments sanitaris i escolars
El 2009 hi havia 1 farmàcia i 1 ambulància.
El 2009 hi havia 1 escola maternal i 2 escoles elementals. Percy disposava d'un col·legi d'educació secundària amb 173 alumnes.

## Poblacions més properes
El següent diagrama mostra les poblacions més properes.